# Старое Чурилино
Старое Чурилино (тат. Иске Чүриле) — село в Арском районе Республики Татарстан. Административный центр Старочурилинского сельского поселения.

## Расположение
Расположено близ реки Казанки. Рядом находится железнодорожная станция Чурилино.

## История
Основано в период Казанского ханства. Упоминается в переписи 1565 года как деревня, населённая новокрещенами. Многие из жителей умерли во время эпидемии чумы в середине XVII века. Позже деревня стала заселяться русскими переселенцами из других уездов Русского государства. Согласно «Спискам населённых мест Российской империи» по состоянию на 1859 год в казённом и владельческом селе Чурилине (Никольском): 196 дворов крестьян, население — 560 душ мужского пола и 656 женского, всего — 1216 человек. Здание православной церкви и почтовой станции.

## Население
| 2010 |
| ---- |
| 710  |

## Русская православная церковь
Казанская церковь — православный приход, основанный в 1765 году с построением первой деревянной церкви. Ныне существующее каменное здание сооружено в 1830 году. 